# 2MASS J16580380+7027015
2MASS J16580380+7027015 ist ein veränderlicher L-Zwerg im Sternbild Drache. Er wurde 2000 von John E. Gizis et al. entdeckt. Er weist eine Parallaxe von 54 Millibogensekunden auf, entsprechend einer Entfernung von 18,5 Parsec (60 Lichtjahre). Aufgrund von seiner Masse und seines Radius befindet sich das Objekt an der Grenze zwischen Rotem und Braunem Zwerg.